# Simona Sorrentino
Simona Sorrentino (15 febbraio 1998) è una cestista italiana.
Guardia di 176 cm, ha giocato in Serie A1 con Ragusa.
Ha vinto una medaglia di bronzo agli europei e una medaglia d'argento ai mondiali con la Nazionale italiana sorde, gestita dalla Lega Italiana Pallacanestro Sordi.